# Basse-ville de Toulon

La basse-ville de Toulon est le nom donné à la vieille ville construite dans le plan historique du quartier médiéval et pré-moderne de Toulon, la ville inscrite dans la loi des fortifications médiévales en plus des terres acquises sous la mer sous le règne de Henri III de Navarre et IV de France. Il constitue avec la haute-ville (quartier hausmanien) le centre-ville de Toulon.

## Histoire
La basse-ville est le quartier médiéval, commerçant, quasi entièrement piéton, densément bâti, sur un espace de 23 hectares. On y retrouve le marché provençal du cours Lafayette et ses spécialités locales comme la cade (socca) et le chichi frégi. Ce marché a inspiré une chanson de Gilbert Bécaud (Les marchés de Provence). Cette partie du centre est caractérisée par un enchevêtrement de ruelles étroites, traverses, passages, placettes ombragées remontant à l'époque médiévale.
La plupart des maisons sont des XVIIe siècle et XVIIIe siècle (bien que les siècles suivants soient également représentés). Il concentre également quelques bâtiments prestigieux, dont l'opéra et la cathédrale.
Pendant la Seconde Guerre mondiale, le quartier a été très affecté par les bombardements américains, notamment le long du port. Sur les décombres des anciens immeubles détruits sera bâtie la Frontale du Port, conçue par l'architecte Jean de Mailly en 1954. Cette réalisation valut à l'architecte l'obtention du prix Médicis.
Le quartier fut célèbre jusque dans les années 1990 par la forte concentration de bars liés à la prostitution fréquentés par les nombreux marins en permission des marines françaises et américaines. Alors surnommé « Chicago », il subit pendant la législature de Maurice Arreckx une forte paupérisation et une dégradation du bâti historique.
Depuis une dizaine d'années, sous la législature d'Hubert Falco, la municipalité s'efforce de rénover cette partie du centre (ANRU, zone franche) notamment la place de l'Équerre, la rue des Arts, les Halles Raspail ou l'ancienne bourse du travail,,.